# Les Rendez-vous de Paris
Les Rendez-vous de Paris is een Franse filmkomedie uit 1995 onder regie van Éric Rohmer.

## Verhaal
In de film vinden drie ontmoetingen plaats. Het eerste segment gaat over een vrouw die wraak neemt op haar vriendje. In het tweede segment gaan twee geliefden een weekeindje weg, hoewel een van hen verloofd is. In het derde segment verlaat een artiest zijn vriendin, omdat ze staart naar een schilderij van Picasso.

## Rolverdeling
| Acteur             | Personage       |
| ------------------ | --------------- |
| Clara Bellar       | Esther          |
| Antoine Basler     | Horace          |
| Mathias Mégard     | Flirt           |
| Judith Chancel     | Aricie          |
| Malcolm Conrath    | Félix           |
| Cécile Parès       | Hermione        |
| Olivier Poujol     | Ober            |
| Aurore Rauscher    | Zij             |
| Serge Renko        | Hij             |
| Michael Kraft      | Schilder        |
| Bénédicte Loyen    | Jonge vrouw     |
| Veronika Johansson | Zweedse         |
| Florence Levu      | Straatzanger    |
| Christian Bassoul  | Harmonicaspeler |